# 吉田俊介
吉田 俊介（よしだ しゅんすけ、1974年4月13日 - ）は、日本の実業家。一口馬主法人サンデーレーシング代表のほか、競走馬生産牧場ノーザンファーム副代表を務める。父は、現ノーザンファーム代表の吉田勝己。夫人と1男1女。

## 親族
父は吉田勝己、母は吉田和美、父方の祖父は吉田善哉、同祖母は吉田和子、同伯父に吉田照哉、同叔父に吉田晴哉、同義伯母に吉田千津、吉田安恵、同いとこに吉田哲哉、吉田正志らがいる。

## 来歴
北海道勇払郡早来町（後の安平町）出身。慶應義塾志木高等学校を経て、慶應義塾大学経済学部卒業後、1998年に社台グループ入りしノーザンファームで勤務する。その後アメリカ合衆国で海外の競馬について学んだ。この頃、現地にてクロフネと出会っている。
帰国後、2004年よりノーザンファーム空港牧場場長に就任し、2007年よりサンデーレーシング代表を兼任している。2015年、ノーザンファームの副代表に就任する。

## 主な所有馬
- オースミシュネル（2005年・2006年ステイヤーズカップ）[8][9]
- フリートアピール（2005年王冠賞、北海優駿）[10][11]
- エックスダンス（2007年イノセントカップ）[12]
- ブルータブー（2007年北海優駿、王冠賞）[13][14]
- ワンダフルクエスト（2008年イノセントカップ、ブリーダーズゴールドジュニアカップ）[15][16]
- ミラクルエース（2009年イノセントカップ）[17]